# Da Trindade (eiland)
Da Trinidade is een Braziliaans eiland in de Atlantische Oceaan van 6 kilometer lang en 2,3 kilometer breed. Het is het grootste eiland van de archipel Trindade en Martim Vaz. Er is één klein dorpje met ongeveer 30 bewoners, en een haven met twee steigers.
Administratief valt het onder de gemeente Vitória, hoofdstad van de staat Espírito Santo.